# Větrná růžice

Vetrná růžice

Větrná růžice, nověji též kompasová růžice či směrová růžice (nebo také hvězdný kříž ve tvaru čtyřcípé hvězdy) je grafické znázornění směrů světových stran. Bývá umístěna v kompasu, na mapách nebo na místech, kde umožňují určení světových stran.
Výraz větrná růžice se také používá v meteorologii pro označení grafu směrů větru.

## Původ výrazu
Původním cílem bylo určovat směr větru (zejména při námořní plavbě na plachtenici). Proto je název odkazující na vítr obvyklý nejen v češtině, ale i v mnoha dalších jazycích.

## Praktické užití (příklady)

### Větrná růžice na kompasu

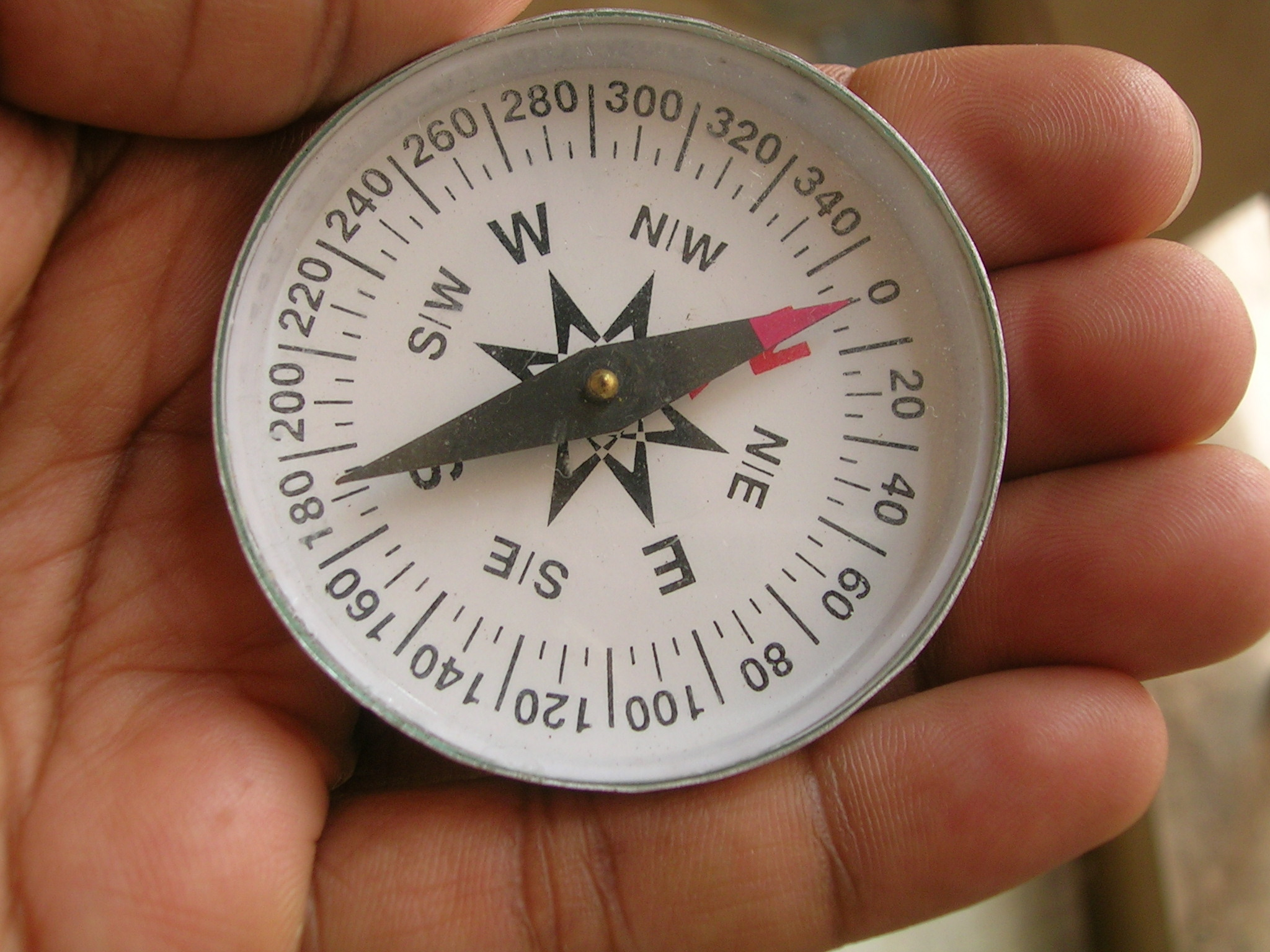
Kompas s osmiramennou růžicí zorientovanou na sever dle střelky

Kompasová růžice je součástí kompasu a dělí kružnici na 8, případně 16 nebo 32 dílů. Při rozdělení na 8 dílů vyznačuje hlavní a vedlejší světové strany (sever, severovýchod, východ, jihovýchod, jih, jihozápad, západ a severozápad). Dvaatřicetidílná stupnice dělí kružnici na tzv. body neboli čárky, odpovídající 11 1/4°, které mohou být dále děleny.
Současně je vyobrazena azimutová stupnice dělená na 360°. Růžice slouží k přibližnému odečítání azimutu, který je přesněji zjišťován pomocí úhlové stupnice; úhel se odečítá od severu po směru hodinových ručiček, takže severovýchodní vítr odpovídá 45°, severozápadní odpovídá 315° ap.

### Větrná růžice na mapách

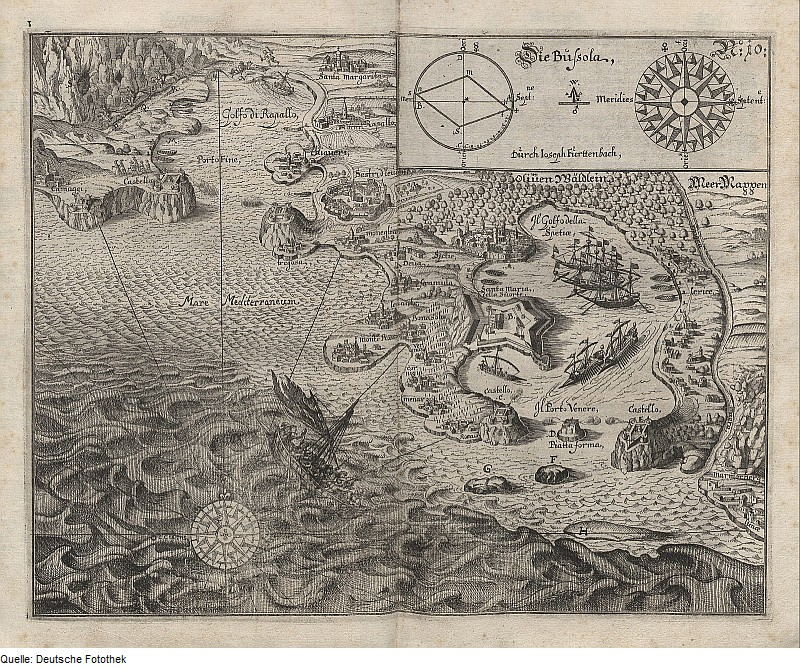
Větrná růžice na mapě z roku 1666
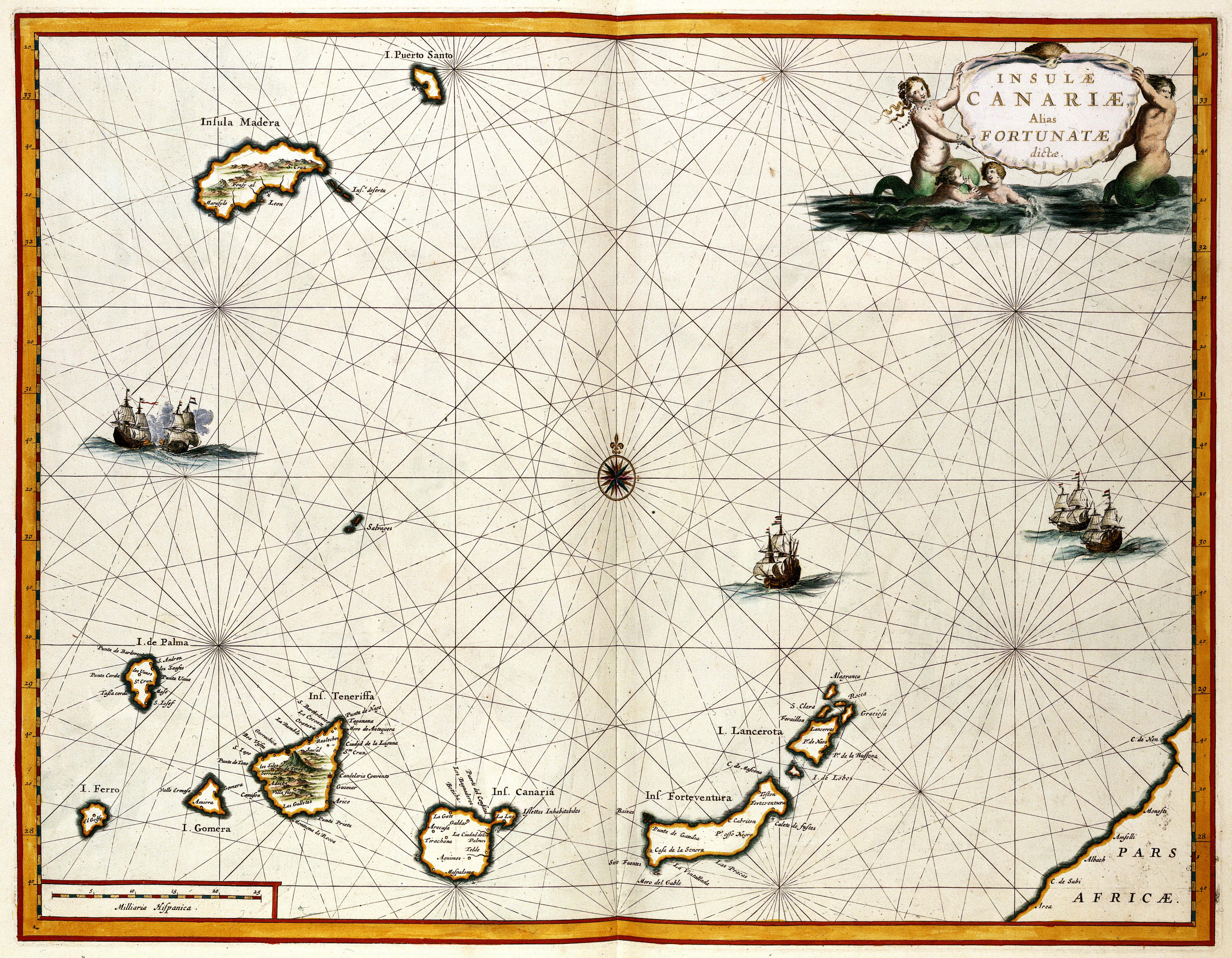
Mapa Kanárských ostrovů (cca 1690)
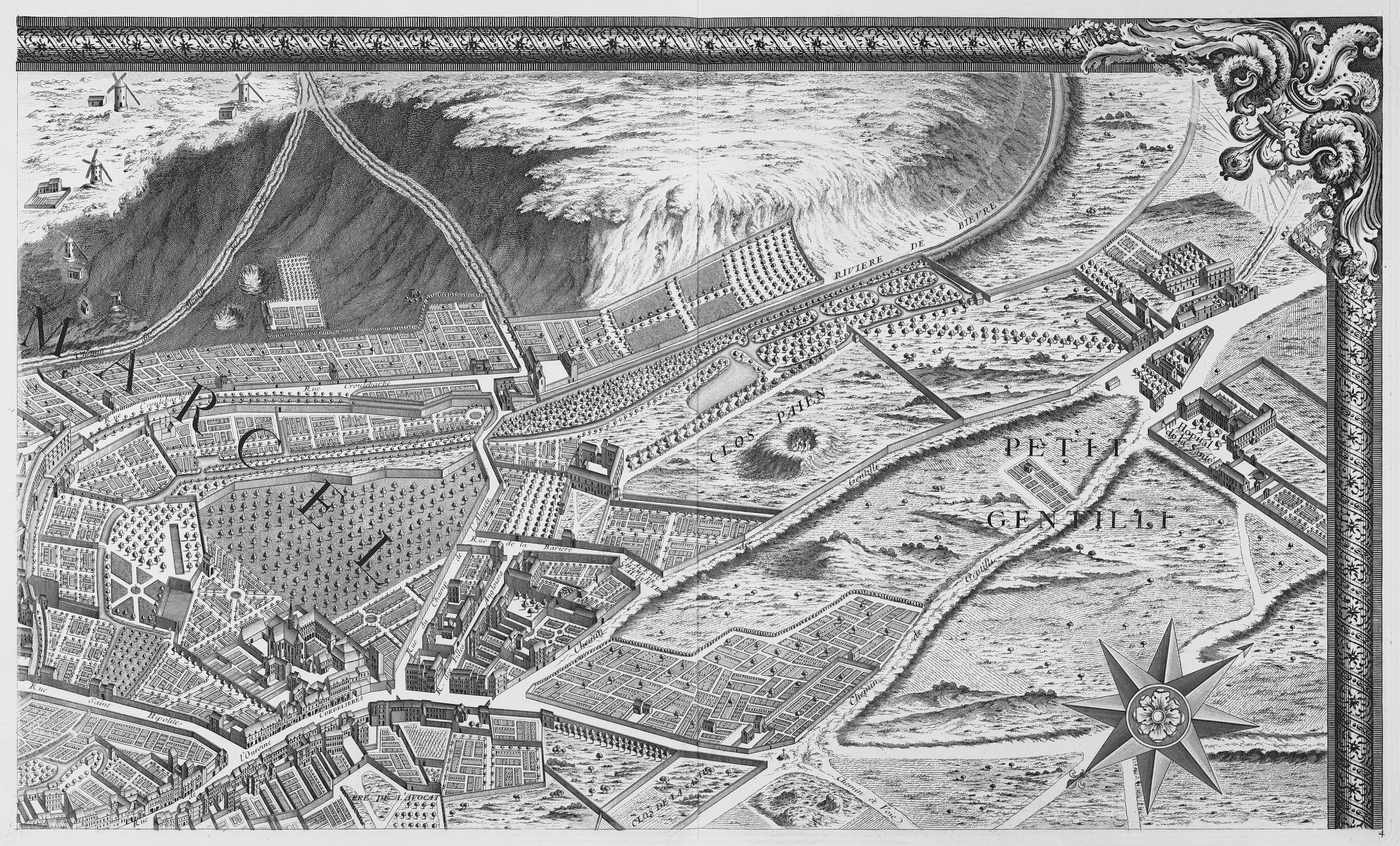
Turgotova mapa Paříže s větrnou růžicí (1739)

### Větrná růžice ve veřejném prostoru

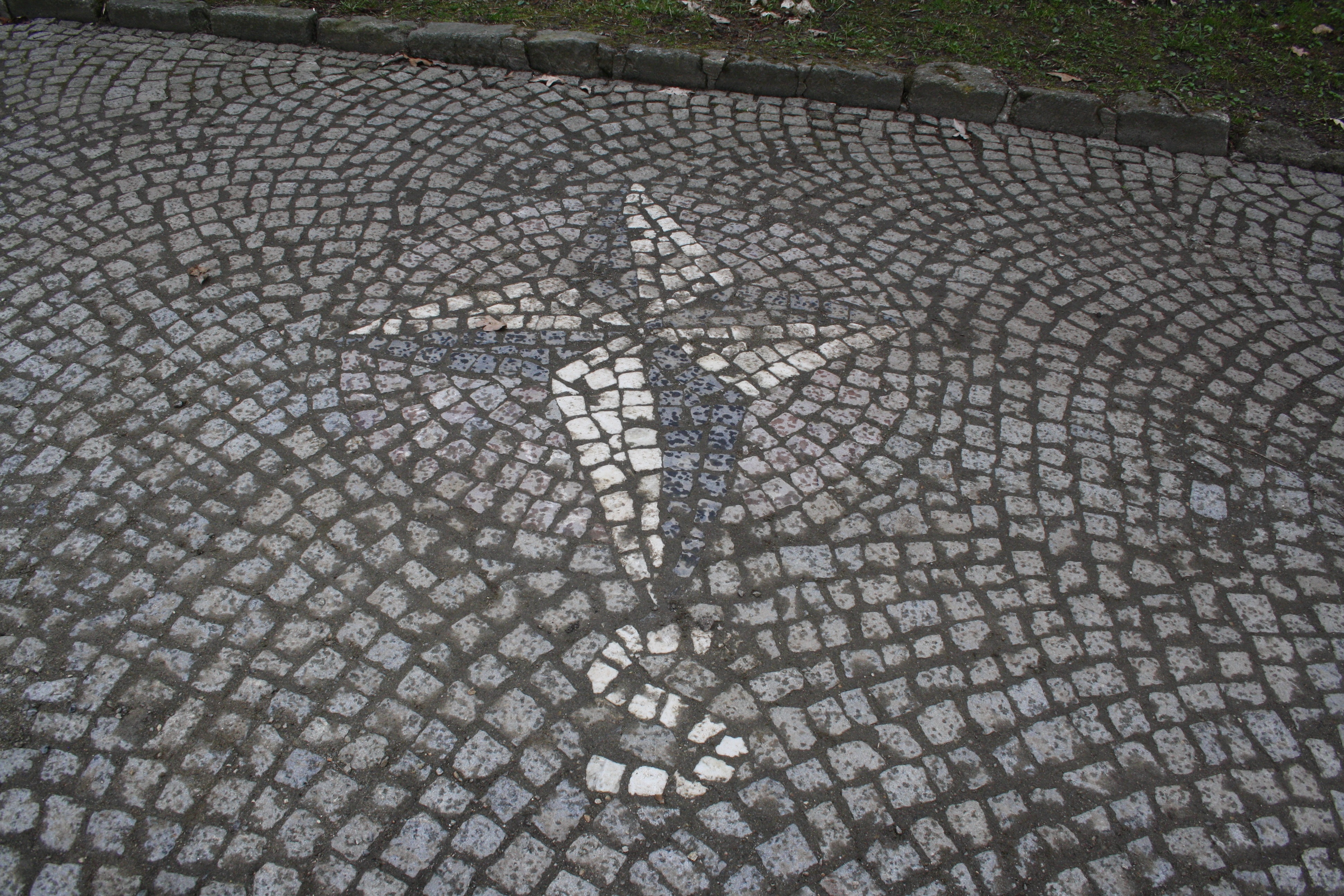
Větrná růžice v dlažbě (Třebíč, Máchovy sady)
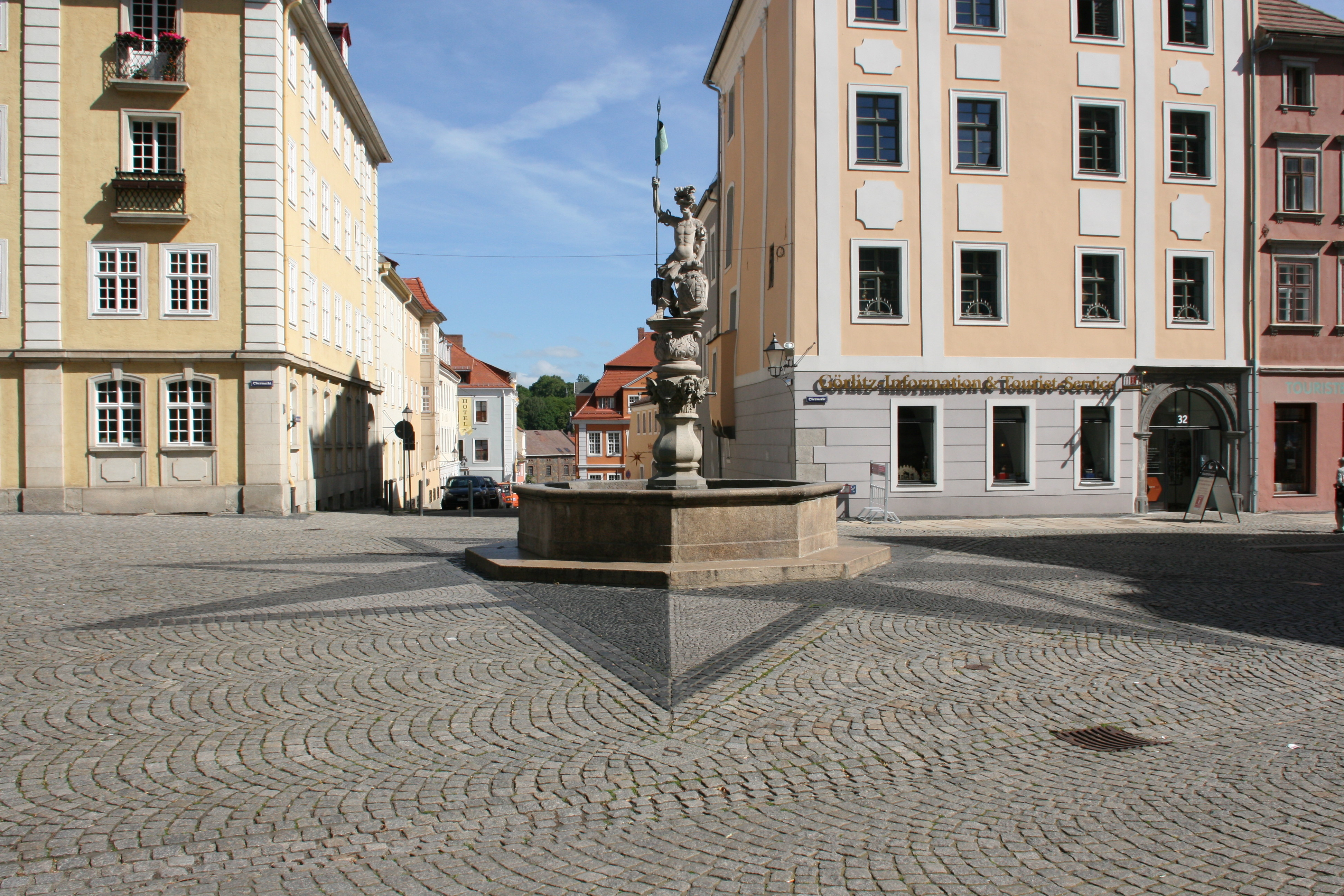
Görlitz - Georgsbrunnen

### Větrná růžice v meteorologii
- Jednoduchý meteorologický přístroj určující směr větru je horizontálně otočná větrná korouhvička umístěná na stejné ose s pevnou větrnou růžicí.
- Termín větrná růžice je v užším smyslu slova vyhrazen pro graf znázorňující převládající směry větru, ale též pro znázornění jeho režimu obecně. V agrometeorologii se využívají „výběrové“ růžice[2] (podmíněná větrná růžice[3]), které zachycují četnost směrů větru v souvislosti s libovolnými meteorologickými jevy (nejčastěji s teplotou nebo vlhkostí vzduchu). Větrné růžice jsou zobrazovány obvykle jako plošné a sloupcovité diagramy[4], ale též jako rozložené grafy. Na meteorologických mapách bývá směr větru označen šipkou. Špička takové větrné šipky ukazuje ten směr, kterým vítr vane.

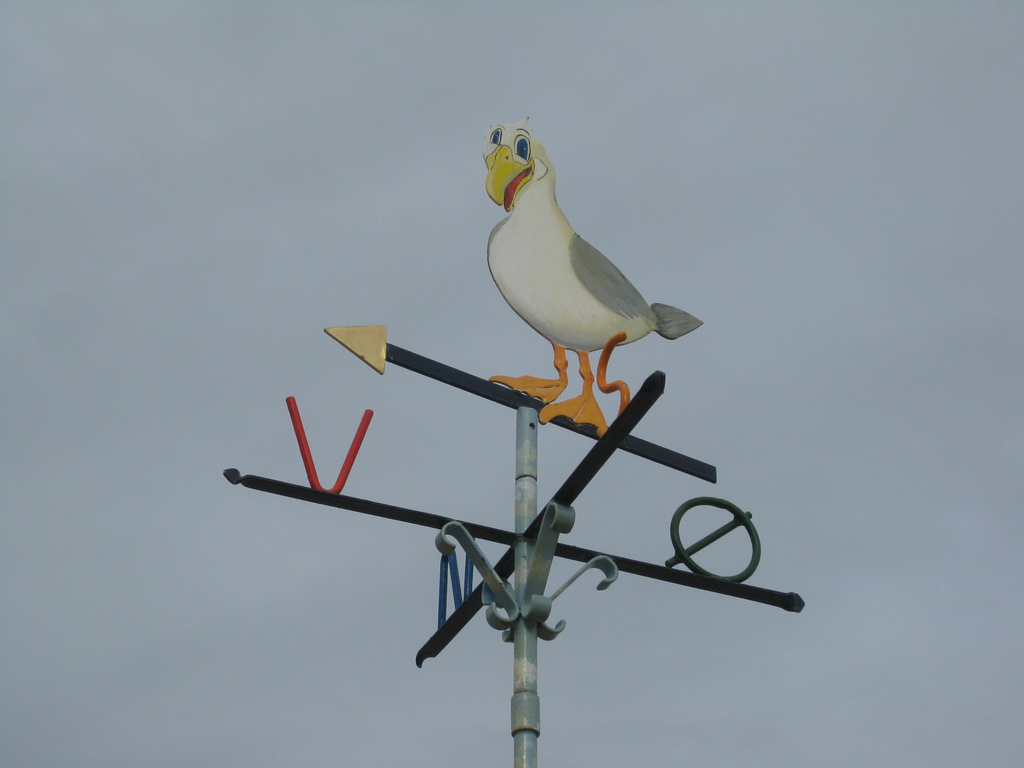
Větrná růžice s korouhvičkou (Dánsko)
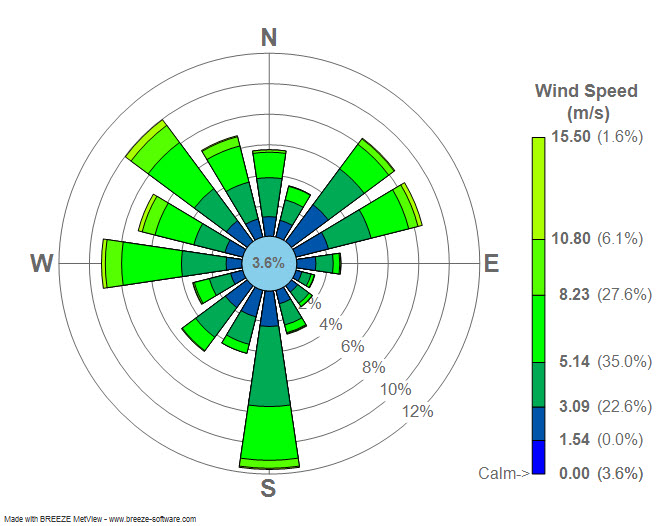
Větrná růžice se znázorněním četností rychlosti větru

## Netradiční provedení
Některé větrné růžice nejsou označeny názvy světových stran. Větrná růžice na Svatopetrském náměstí ve Vatikánu je rozdělena na 16 dílů. Názvy základních osmi směrů pocházejí ze středověkých, tzv. portolánových map: S Tramontana / SZ Maestro / SV Greco / Z Ponente / V Levante / JZ Libeccio / JV Scirocco / J Ostro. Jednotlivé směry s názvy větrů jsou vyznačeny v dlažbě náměstí mramorovými deskami, vloženými do dlažby okolo roku 1852. Střed tvoří tzv. Vatikánský obelisk.

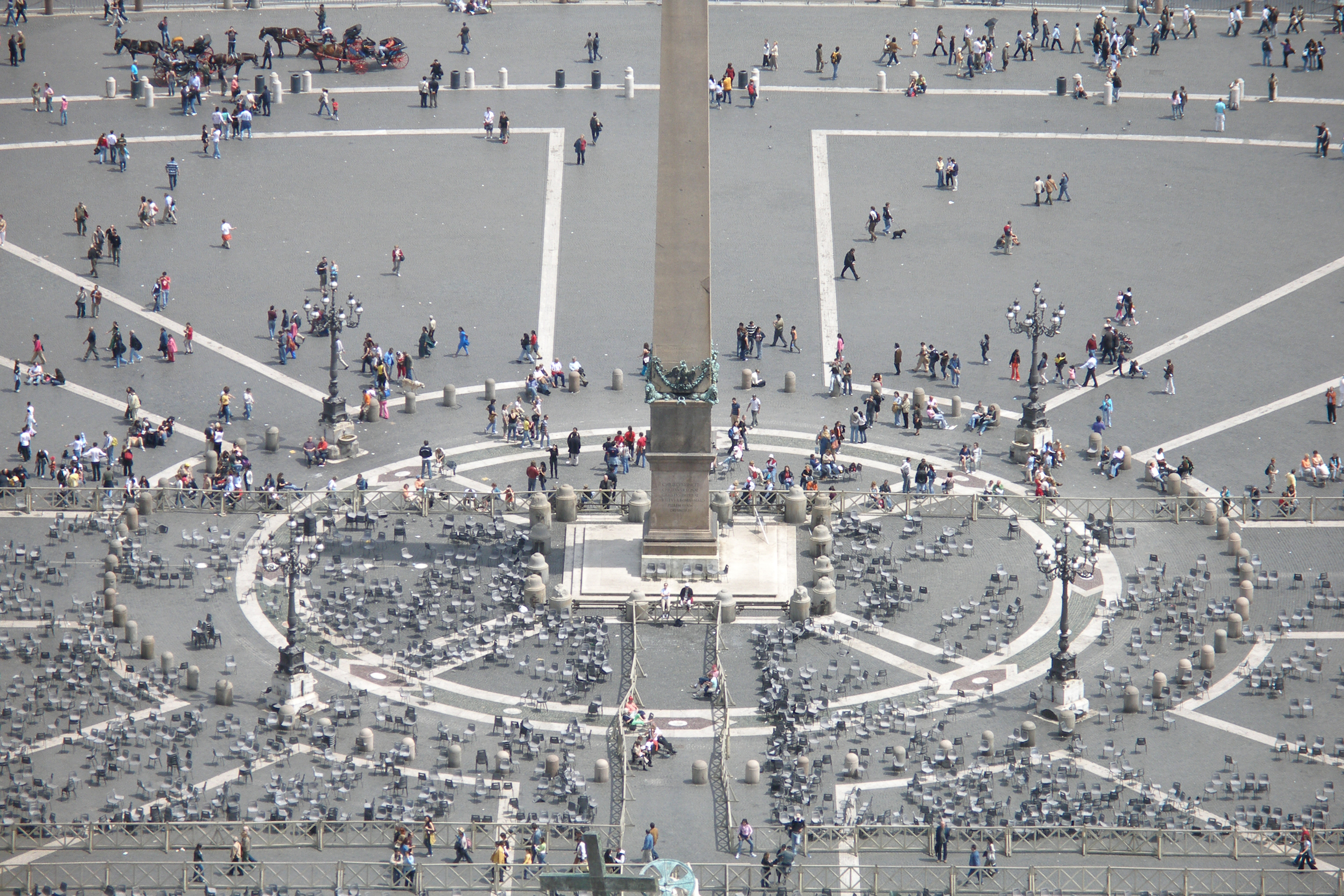
Vatikánský obelisk s větrnou růžicí
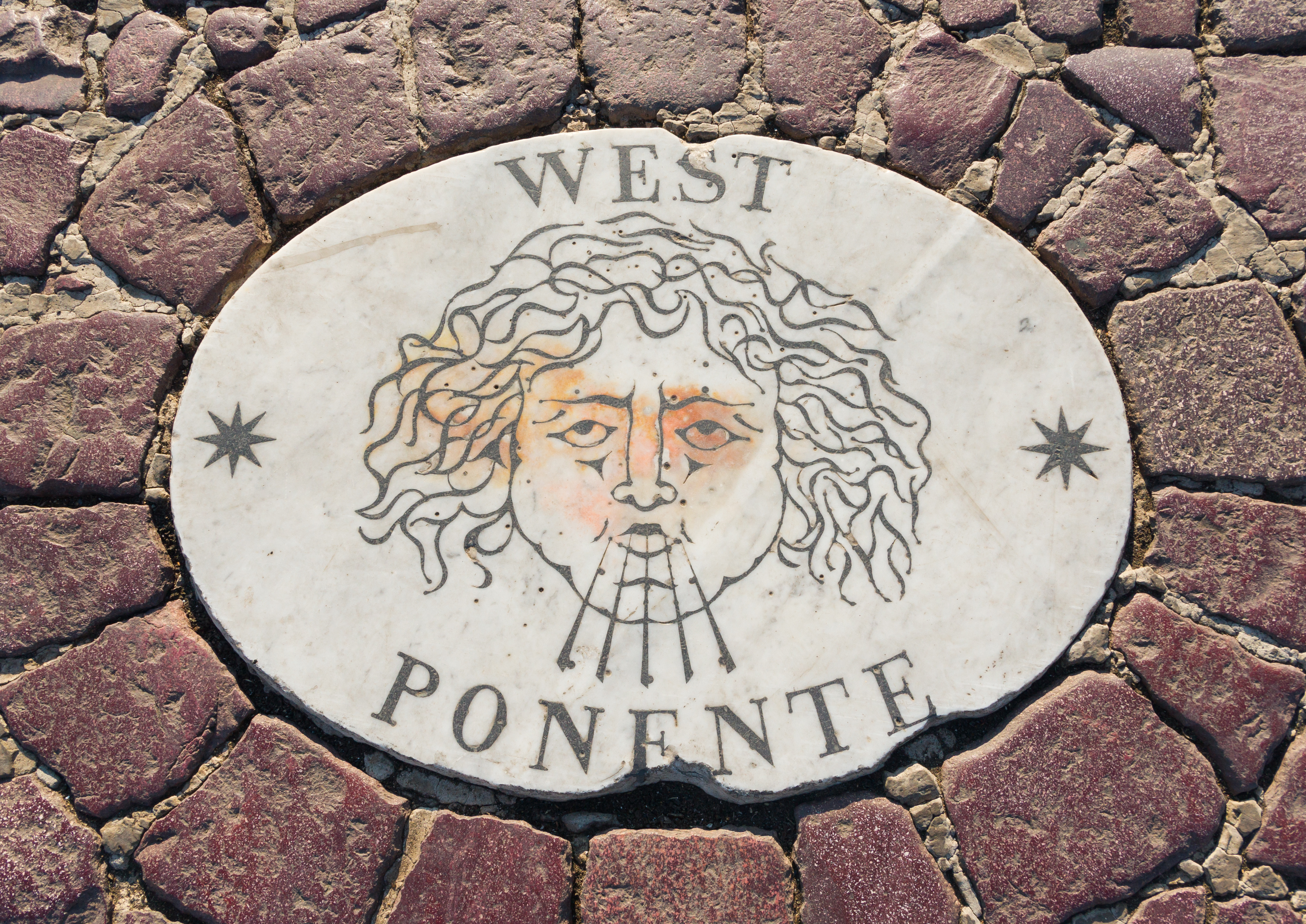
Větrná růžice ve Vatikánu – směrová deska v dlažbě

## Větrná růžice jako logo
Větrná růžice je častou součástí loga různých institucí, např.:
- Čtyřcípá větrná růžice (hvězdný kříž) v kruhu je symbolem Severoatlantické aliance
- Osmiramenná růžice se objevuje na symbolech Světové meteorologické organizace.

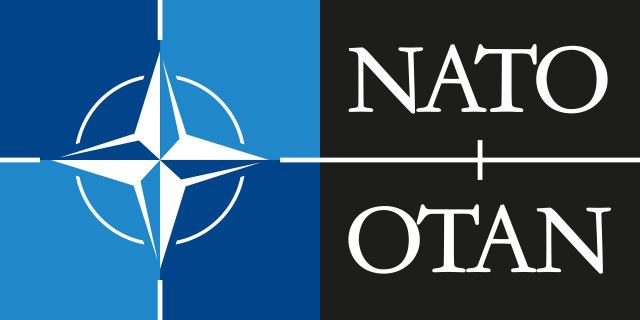
Logo NATO
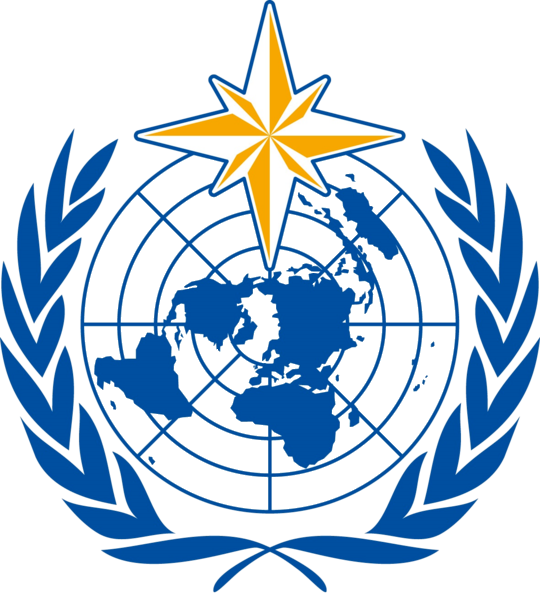
Logo Světové meteorologické organizace
Znak Ústřední zpravodajské služby (CIA) USA s větrnou růžicí